# Circus (журнал)
Circus — ежемесячный американский журнал, посвященный рок-музыке. Выходил с 1966 по 2006 годы. Костяк журнала составляла редакция, состоявшая из рок-журналистов, в разные годы в неё входили: Пол Нельсон, Джуди Видер, Дэвид Фрике и Курт Лодер. Издание являлось прямым конкурентом Rolling Stone и Creem, превзойдя последнего по объёму продаж. В 1974 году было запущено дочернее издание, Circus Raves, к 1977 году объединённое с основным журналом, в результате чего Circus стал выходить дважды в месяц.
Журнал был создан в 1966 году Джеральдом Ротбергом и первоначально выходил под названием Hullabaloo (23 номера). В 1969 году название было изменено на Circus.
В самого начала журнал был ориентирован на рок-аудиторию, так на обложке его ранних номеров фигурировали такие исполнители, как The Doors и Grand Funk Railroad. В Circus публиковалась Патти Смит, и её коллега по группе Ленни Кей, а также Лэнс Лауд — прославившийся в шоу An American Family. Некоторое время редактором журнала был рок-критик Курт Лодер. Одним из самых известных штатных рецензентов был Эд Наха, чей обзор на альбом немецкой рок-группы Can состоял ровно из одного слова: «Can’t» (рус. Нет). Несмотря на ограничения печати той эпохи, журнал содержал высококачественные цветные фотографии.
В 1971 году редактором Circus стал Говард Блум, пробыв в должности до августа 1973-го.
В конце 1970-х журнал начал уделять внимание поп-культуре как еженедельники в духе журнала People. В начале и середине 1980-х журнал постепенно переключился на исполнителей хэви-метала, а затем, в середине-конце 1980-х, начал освещать глэм-металлические группы, такие как Bon Jovi и Def Leppard.
В 1990-х годов Ротберг сменил дизайн и логотип журнала, сократил штат сотрудников и нанял писателей-фрилансеров. Именно в этот период он подвергся резкой критике от группы Guns N’ Roses в песне «Get in the Ring».
До прекращения деятельности журнала, в мае 2006 года, Circus освещал современный хэви-метал, конкурируя с такими журналами, как Kerrang! и Hit Parader.